# GPSM3
GPSM3 (англ. G protein signaling modulator 3) – білок, який кодується однойменним геном, розташованим у людей на 6-й хромосомі. Довжина поліпептидного ланцюга білка становить 160 амінокислот, а молекулярна маса — 17 866.
| 10         |  | 20         |  | 30         |  | 40         |  | 50         |
| ---------- |  | ---------- |  | ---------- |  | ---------- |  | ---------- |
| MEAERPQEEE |  | DGEQGPPQDE |  | EGWPPPNSTT |  | RPWRSAPPSP |  | PPPGTRHTAL |
| GPRSASLLSL |  | QTELLLDLVA |  | EAQSRRLEEQ |  | RATFYTPQNP |  | SSLAPAPLRP |
| LEDREQLYST |  | ILSHQCQRME |  | AQRSEPPLPP |  | GGQELLELLL |  | RVQGGGRMEE |
| QRSRPPTHTC |  |            |  |            |  |            |  |            |

A: Аланін

C: Цистеїн

D: Аспарагінова кислота

E: Глутамінова кислота

F: Фенілаланін

G: Гліцин

H: Гістидин

I: Ізолейцин

L: Лейцин

M: Метіонін

N: Аспарагін

P: Пролін

Q: Глутамін

R: Аргінін

S: Серин

T: Треонін

V: Валін

W: Триптофан

Кодований геном білок за функцією належить до фосфопротеїнів. 
Локалізований у цитоплазмі.